# Скосогорівка
Скосого́рівка — село у Богодухівській міській громаді Богодухівського району Харківської області України.
- Поштове відділення: Сухининське

## Географія
Село Скосогорівка знаходиться на обох берегах річки Сухий Мерчик. За 2 км розташоване село Сухини. Раніше до села примикали села Замниуси і Хорунже, але в 1997 р. їх приєднали до Скосогорівки.

## Історія
- Село постраждало внаслідок геноциду українського народу, проведеного урядом СРСР в 1932—1933 роках, кількість встановлених жертв в Замниусах, Киянах, Скорогорівці, Сухинах, Хорунжах — 382 людей[1].
- 12 червня 2020 року, відповідно до розпорядження Кабінету Міністрів України № 725-р «Про визначення адміністративних центрів та затвердження територій територіальних громад Харківської області», село увійшло до Богодухівської міської громади[2].
- 19 липня 2020 року, в результаті адміністративно-територіальної реформи та ліквідації Богодухівського району (1923—2020), село увійшло до складу новоутвореного Богодухівського району Харківської області[3].